# Vlajka
Český národně socialistický tábor — Vlajka (en español: Bandera Nacionalsocialista Checa - Vlajka) o simplemente Vlajka (La Bandera) era el nombre de un pequeño movimiento fascista, antisemita y nacionalista checo, y su publicación correspondiente. La publicación en sí fue fundada en 1928, siendo su primer editor Miloš Maixner. Durante el tiempo de la ocupación alemana, la organización colaboró con los nazis por lo que fue prohibida y sus miembros fueron castigados después de la liberación.

## Historia de laVlajka
El movimiento se volvió políticamente activo en la década de 1930 en el período de la Gran depresión, pero nunca ganó popularidad ya que había partidos fascistas más establecidos en Checoslovaquia, como el NOF, que incluso ganó algunos escaños en el Parlamento.
Durante la Segunda República Checoslovaca, la organización planeó ataques con bombas contra organizaciones judías en venganza por el supuesto dominio de los judíos en la economía, y la supuesta voluntad del gobierno de Beran de permitir que los judíos transfieran sus propiedades al extranjero. El primer bombardeo, contra la sinagoga en Hradec Králové, fue en enero de 1939. Estos ataques continuaron incluso después de la ocupación alemana de marzo de 1939, porque la Vlajka estaba decepcionada por su falta de prominencia en el Protectorado de Bohemia y Moravia y sentía que las políticas antijudías no fueron lo suficientemente graves. Las únicas muertes en estos ataques fueron miembros de la Vlajka (dos fueron asesinados debido al manejo inepto de explosivos), pero el daño a la propiedad fue significativo.
Después de la ocupación alemana, la organización colaboró estrechamente con las instituciones policiales nazis, como la Gestapo y la Sicherheitsdienst, para eliminar a los comunistas, judíos y personas estrechamente relacionadas con el establecimiento checoslovaco anterior. Por eso, la existencia de la organización fue tolerada por los alemanes hasta 1942, a pesar de que solo había una organización política checa permitida oficialmente, la Asociación Nacional. La Vlajka se volvió políticamente inaceptable después de que otro traidor, Emanuel Moravec, fuera nombrado Ministro de Educación en el gobierno del Protectorado en enero de 1942. Los miembros de la Vlajka lo criticaron con frecuencia y abiertamente por ser un exlegionario, un oficial del Ejército y un presunto francmasón. A finales de 1942, la Vlajka se disolvió y algunos de sus líderes, incluido Jan Rys-Rozsévač, fueron retenidos en el campo de concentración de Dachau como prisioneros privilegiados. Aunque el partido ya no existía, sus antiguos miembros continuaron colaborando con la Gestapo y la SD. Hacia el final de la guerra, incluso formaron la llamada Compañía Voluntaria de San Wenceslao, la única unidad de las Waffen-SS compuesta por voluntarios de etnia checa (que, sin embargo, nunca estuvo involucrada en la lucha).
Después de la guerra, los líderes de la Vlajka fueron castigados con 5-20 años de prisión de acuerdo con el decreto de Beneš N.º 16/1945 Coll .; la mera membresía se castigaba con hasta 1 año de prisión según el decreto núm. 138/1945 Coll. Cuatro líderes de la Vlajka y muchos otros miembros de la Vlajka que causaron la muerte de personas por denuncia fueron ejecutados.